# Publieke sector
De publieke sector is de verzamelnaam voor alle overheidsorganisaties en semioverheidsorganisaties. De publieke sector is de tegenhanger van de private sector. De term publieke sector wordt doorgaans alleen gebruikt in economisch verkeer en dus niet binnen de overheid zelf. Veel commerciële instellingen zoals managementconsultants en andere adviesbureaus kennen een afdeling publieke sector die zich specifiek op overheidsopdrachtgevers richt.
In België (BE) en Nederland (NL) omvat de publieke sector onder andere:
| Overheidsorganisaties                                          | Semioverheidsorganisaties                                                  |
| -------------------------------------------------------------- | -------------------------------------------------------------------------- |
| Ministeries                                                    | Politieke partijen in Senaat en Kamer (BE) / Eerste en Tweede Kamer (NL)   |
| Provincies                                                     | Arubahuis (enkel NL)                                                       |
| Gemeenten                                                      | Buitenlandse ambassades en consulaten                                      |
| Waterschappen (enkel NL)                                       | Rijksmusea en andere culturele instellingen                                |
| Politie                                                        | Onderwijs- en onderzoeksinstellingen                                       |
| Regionale samenwerkingsorganen (bv. intercommunale (enkel BE)) | Openbare bibliotheken                                                      |
| Openbare lichamen voor bedrijf en beroep (enkel NL)            | Zorginstellingen                                                           |
| Koninklijk Huis (enkel NL)                                     | NV's waarvan de aandelen volledig in handen zijn van overheidsinstellingen |
| Federaal Parlement (BE) / Staten-Generaal (NL)                 |                                                                            |
| Regering                                                       |                                                                            |
| Diensten                                                       |                                                                            |
| Agentschappen                                                  |                                                                            |
| Hoge Colleges van Staat (enkel NL)                             |                                                                            |
| Adviescolleges                                                 |                                                                            |
| ZBO's (enkel NL)                                               |                                                                            |
| Rechterlijke macht                                             |                                                                            |